# Municipio de Cox Creek
El municipio de Cox Creek (en inglés: Cox Creek Township) es un municipio ubicado en el condado de Clayton en el estado estadounidense de Iowa. En el año 2010 tenía una población de 380 habitantes y una densidad poblacional de 3,99 personas por km².

## Geografía
El municipio de Cox Creek se encuentra ubicado en las coordenadas 42°46′32″N 91°25′41″O / 42.77556, -91.42806. Según la Oficina del Censo de los Estados Unidos, el municipio tiene una superficie total de 95.28 km², de la cual 95,28 km² corresponden a tierra firme y (0 %) 0 km² es agua.

## Demografía
Según el censo de 2010, había 380 personas residiendo en el municipio de Cox Creek. La densidad de población era de 3,99 hab./km². De los 380 habitantes, el municipio de Cox Creek estaba compuesto por el 97,63 % blancos, el 0,53 % eran afroamericanos, el 1,05 % eran isleños del Pacífico, el 0,79 % eran de otras razas. Del total de la población el 2,63 % eran hispanos o latinos de cualquier raza.